# ギュードン
ギュードンは、キン肉マンキャラクターに扮したお笑いユニット集団である。

## 略歴・概説
- あらびき団のワンコーナーであった『キュートン甲子園』という素人参加のビデオ投稿企画に『ギュードン』というタイトルで集合した特別ユニット。それぞれ芸歴も事務所も共通点はない。
- キン肉マンの作者である中井義則の息子なまたまごを中心にキン肉マンのオープニングテーマに合わせて踊るネタをもっている。
- ヨドバシカメラのヨドバシビジョン代表者からブレイクしそうな芸人として2010年11月より東京秋葉原と大阪梅田にあるヨドバシビジョンにて時報の仕事を依頼されるが、ヨドバシビジョン前の通行人の誰もがギュードンに気付かないためブレイクはしないとの決断をくだされる。

## メンバー
- 中心 - なまたまご
- アシュラマン - ハリウッドザコシショウ
- ラーメンマン - 三平×2
- バッファローマン - マリリンジョイ
- ブロッケンマン - すっぽん大学（ウエルカム大助）
- ブロッケンJr - すっぽん大学（学）

## 出演
- あらびき団（TBSテレビ）
- ヨドバシビジョン（東京秋葉原と大阪梅田）